# Hyread
HyRead為台湾凌網科技於2010年創立的電子書品牌，并与众多出版商和超過1000個图书馆合作。HyRead已經數位化近13万本圖書及300多刊雜誌。供手机、平板电脑和电子书阅读器使用。

## 与公立图书馆及學校圖書館的合作
HyRead与多个国家和地区的多间公立和学校图书馆有合作，图书馆的注册用户可以通过HyRead App登入相应图书馆，在App里直接借阅电子书。
合作涵蓋所有台灣公共圖書館及所有台灣的大專院校圖書館，中小學圖書館也超過350家，還有許多專門圖書館及企業圖書館，是台灣最大的圖書館電子書供應商。部分图书馆列举如下：
- 香港公共图书馆[3][4]
- 香港科技大学图书馆[5]
- 香港浸會大學[6]
- 澳門公共圖書館[7]
- 北京師範大學圖書館[8]